# 张生 (1960年)
张生（1960年11月—），男，汉族，安徽宿州人，中国农工民主党党员，安徽省十届、十一届、十二届政协委员。

## 生平
1983年7月毕业于安徽师范大学地理系，1985年至1986年在华东师范大学自然地理助教班学习硕士研究生主要课程，2000年至2001年在南京大学城市与资源学系作访问学者。现任宿州学院环境与测绘工程学院教授、硕士生导师。
2006年8月，当选中国农工民主党宿州市第二届委员会主任委员。2018年1月，当选宿州市政协五届委员会副主席。

## 学术贡献
主要从事地理科学专业基础课和专业课的教学与科研工作，主持安徽省教育厅教研课题、安徽省教育厅自然科学课题、安徽省教育厅重点教研项目等多项。所讲授的《地图学》课程被评为安徽省精品课程。著有《宿州市环境保护与可持续发展研究》、《地球的奥秘》，其中译著《地球的奥秘》被评为安徽省优秀科普作品。